# Maurizio Marchetto
Maurizio Marchetto (* 13. Februar 1956 in Badia Polesine) ist ein ehemaliger italienischer Eisschnellläufer.

## Werdegang
Marchetto wurde dreimal italienischer Juniorenmeister im Kleinen Vierkampf und sechsmal italienischer Meister im Großen Vierkampf (1977, 1980–1984). Bei den Juniorenweltmeisterschaften 1974 in Cortina d’Ampezzo kam er auf den 24. Platz und bei den Juniorenweltmeisterschaften 1975 in Strömsund auf den 14. Rang im Kleinen Vierkampf. In der Saison 1975/76 belegte er bei der Mehrkampfeuropameisterschaft 1976 in Oslo den 26. Platz im Großen Vierkampf und bei den Juniorenweltmeisterschaften 1976 in Madonna di Campiglio den 13. Rang im Kleinen Vierkampf. Beim Saisonhöhepunkt, den Olympischen Winterspielen 1976 in Innsbruck, lief er auf den 21. Platz über 5000 m und auf den 17. Rang über 10.000 m. In der folgenden Saison erreichte er bei der Mehrkampfeuropameisterschaft 1977 in Larvik und bei der Mehrkampfweltmeisterschaft 1977 in Heerenveen jeweils den 24. Platz im Großen Vierkampf. Im Jahr 1980 belegte er bei der Mehrkampfeuropameisterschaft in Trondheim den 21. Platz im Großen Vierkampf und bei den Olympischen Winterspielen in Lake Placid den 28. Platz über 1500 m, den 23. Rang über 5000 m sowie den 22. Platz über 10.000 m. In der Saison 1980/81 kam er bei der Mehrkampfweltmeisterschaft 1981 in Oslo auf den 30. Platz und bei der Mehrkampfeuropameisterschaft 1981 in Deventer auf den 25. Rang im Großen Vierkampf. In den folgenden Jahren belegte er bei der Mehrkampfweltmeisterschaft 1982 in Assen den 29. Platz, bei der Mehrkampfeuropameisterschaft 1982 in Oslo den 24. Rang und bei der Mehrkampfweltmeisterschaft 1983 in Oslo den 30. Platz im Großen Vierkampf. Bei seiner letzten Teilnahme an Olympischen Winterspielen in Sarajevo errang er den 22. Platz über 5000 m und den 20. Platz über 10.000 m. Nach seiner Karriere war er zunächst als Trainer der italienischen Eisschnelllaufmannschaft und später der russischen Eisschnelllaufmannschaft tätig.

## Erfolge

### Olympische Spiele
- 1976 Innsbruck: 17. Platz 10.000 m, 21. Platz 5000 m
- 1980 Lake Placid: 22. Platz 10.000 m, 23. Platz 5000 m, 28. Platz 1500 m
- 1984 Sarajevo: 20. Platz 10.000 m, 22. Platz 5000 m

### Mehrkampf-Weltmeisterschaften
- 1977 Heerenveen: 24. Platz Großer Vierkampf
- 1981 Oslo: 30. Platz Großer Vierkampf
- 1982 Assen: 29. Platz Großer Vierkampf
- 1983 Oslo: 30. Platz Großer Vierkampf

### Mehrkampf-Europameisterschaften
- 1976 Oslo: 26. Platz Großer Vierkampf
- 1977 Larvik: 24. Platz Großer Vierkampf
- 1980 Trondheim: 21. Platz Großer Vierkampf
- 1981 Deventer: 25. Platz Großer Vierkampf
- 1982 Oslo: 24. Platz Großer Vierkampf

## Persönliche Bestzeiten
| Disziplin | Zeit         | Datum            | Ort       |
| --------- | ------------ | ---------------- | --------- |
| 500 m     | 40,61 s      | 17. Februar 1979 | Innsbruck |
| 1000 m    | 1:21,45 min  | 18. März 1976    | Almaty    |
| 1500 m    | 1:59,75 min  | 15. März 1981    | Almaty    |
| 3000 m    | 4:10,05 min  | 14. März 1981    | Almaty    |
| 5000 m    | 7:19,70 min  | 3. März 1984     | Inzell    |
| 10.000 m  | 15:15,09 min | 6. März 1982     | Inzell    |